# Fernmeldeturm Sellhorn
Der Fernmeldeturm Sellhorn ist ein Typenturm vom Typ FMT 2/73 der ehemaligen Deutschen Bundespost nahe der Ortslage Sellhorn, Gemarkung Steddorf in der Gemeinde Heeslingen im niedersächsischen Landkreis Rotenburg (Wümme). Auf ihm sind auch Nisthilfen für die auf der Stader Geest lebenden Wanderfalken installiert.

## Frequenzen und Programme

### Digitaler Hörfunk (DAB / DAB+)
Seit dem 29. April 2024 strahlt der Norddeutsche Rundfunk von diesem Standort digitalen Hörfunk im DAB+-Standard in vertikaler Polarisation im Gleichwellenbetrieb (Single Frequency Network) mit anderen Sendern aus. 
| Block                    | Programme (Datendienste) | ERP (kW) | Antennen- diagramm rund (ND)/ gerichtet (D) | Gleichwellennetz (SFN) |
| ------------------------ | --- | -------- | ------------------------------------------- | --- |
| 9B NDR NDS LG (D__00375) | DAB+ Block des Norddeutschen Rundfunks - NDR 1 NDS LG (Lüneburg) (104 kbps) - NDR 2 NDS (104 kbps) - NDR Kultur (104 kbps) - NDR Info NDS (104 kbps) - N-Joy (104 kbps) - NDR Blue (104 kbps) - NDR Schlager (104 kbps) - NDR Info Spezial (104 kbps) - NDR BWS (16 kbps) - ARD TPEG (16 kbps) | 5        | D                                           | Bispingen, Dannenberg, Heeslingen-Steddorf, Lüneburg-Neu Wendhausen, Rosengarten, Stade, Unterlüß (Südheide), Visselhövede |